# Podogaster mexicanus
Podogaster mexicanus là một loài tò vò trong họ Ichneumonidae.